# Gouffre Mirolda
Gouffre Mirolda je název nejhlubší jeskyně v Savojských Alpách ve Francii.
V roce 1998 dostal francouzsko-anglický speleopotápěčský tým po téměř 103hodinovém pobytu pod zemí do hloubky 1626 metrů a jeskyně se v tom okamžiku stala nejhlubší na světě. Po dalších objevech je Gouffre Mirolda s touto hloubkou na třetím místě na světě mezi jeskyněmi (po dvoukilometrové abchazské jeskyni Voronija a o něco málo hlubší jeskyni Lamprechtsofen v Rakousku).
Podle některých pramenů dosahuje aktuálně naměřená hloubka jeskyně 1 733 m a dostala se na druhé místo mezi nejhlubšími jeskyněmi světa.[zdroj?]